# Štefan Kuropka
Štefan Kuropka (3. dubna 1926 Krškany – 6. říjen 1992 Piešťany) byl slovenský a československý politik Komunistické strany Slovenska a poúnorový poslanec Národního shromáždění ČSSR a Sněmovny lidu Federálního shromáždění.

## Biografie
Před rokem 1960 působil v podniku Nitrianske mlyny a lúparne. V roce 1960 se stal technickým náměstkem nově zřízeného celoslovenského podniku Mlyny a cestovinárne, n. p. Piešťany. V letech 1967–1986 pak byl ředitelem tohoto podniku. K roku 1968 se profesně uvádí jako generální ředitel z obvodu Piešťany.
Ve volbách roku 1960 byl zvolen za KSS do Národního shromáždění ČSSR za Západoslovenský kraj. Mandát obhájil ve volbách v roce 1964. V Národním shromáždění zasedal až do konce volebního období parlamentu v roce 1968.
Po federalizaci Československa usedl roku 1969 do Sněmovny lidu Federálního shromáždění (volební obvod Piešťany), kde setrval do konce volebního období, tedy do voleb roku 1971.